# یواس‌اس نامکیگ (۱۸۶۳)
یواس‌اس نامکیگ (۱۸۶۳) (به انگلیسی: USS Naumkeag (1863)) یک کشتی بود که طول آن ۱۵۴ فوت ۴ اینچ (۴۷٫۰۴ متر) بود. این کشتی در سال ۱۸۶۳ ساخته شد.